# Брак и брачни обичаји Срба у 19. веку
Брак и брачни обичаји Срба у 19. веку имали су значајну улогу y народном традиционалном обичајном животу. О њима данас сазнајемо на основу разноврсне грађа о начину склапања брака, о свабденим обичајима и ритуалима везаним за закључење брака и брачни живот, захваљујући делу Вука Караџића, који их је детаљано описао у својим списима, у изворном облику.

## Терминологија за брак и брачне обичаје Срба у речнику Вука Караџића

### Брак
За појам брак, као народне изразе Вук Караџић наводи речи:
Удадба, удаја, удавање — изведене из речи „удати ce”.
Женба, оженба, женидбина, приженити, поженити, иженити — изведене од речи „женити ce“, „оженити” и „женити”.
У истом значењу Вук Караџић удаја или оженба наводи и народне изразе: „удомити ce”, „поћи за кога“.

### Оженити се
Вук је у својим рукописима навео и своје запажање о значењу речи „оженити“ y неким крајевима Балкана, па се тако нпр: у Србији ова реч односи на ожењеног мушкарца, а у Видину („а може бити и по свој Бугарској“) израз „оженити дјевојку“ значи удати је за некога (Вук наводи пример „оженила ћерку“).
Вук је y суштини осетио основну разлику y схватању ових народних израза, везаних за женидбу, који упућују на далеке трагове остатака патрилокалне и матрилокалне брачне заједнице y далекој прошлости (нпр када би брачни живот започињао y дому жене и њених родитеља, онда је могла да се „кћер ожени“, a када је брачни живот започињао y дому мужевљевом и његових родитеља, онда се син „женио“).

### Брачни сатус мушкарца и жене
У свом Рјечнику Вук је навео низ термина којима се y народу означава брачни статус мушкараца и жена, као што су речи:
Удата жена — за коју су коришћене следеће речи да означе брачни статус — „жена, кућаница, кутњица, домаћица“, или само „она“
Ожењен муж — за кога су крошћене следеће речи да означе његов брачни статус „човек, муж, војно, рабар, домаћин, господар“, или само „он“.
Термин супруг, супруга, за брачни статус, Вук није унео y свој Рјечник, a помиње га на другом месту, само y вези са компаративним описивањем законских (црквених) и народних обичајних одредаба о малолетним супружницима.
Младенци (младијенци)
За младе супружнике (данас означене као младенци), по којима су се они разликовали од старијих генерација супружника, Вук Караџић, је забележио народни назив „младијенци”, за:
Младог супружника мушкарца — „женик”, „младожења, младијенац,
Младу супружниицу — „невјеста”, „младица”, „невјестица”.
Предбрачни период
Предбрачни период Вук је описао и обележио народним називима, као што су „момковање” и „дјевовање“. Узраст y коме су започињале припреме за брак означио је традиционалним називима y народу:
Момак, дилбер, бећар — y значењу неожењеног мушкарца, и
Мома, дикла, дјевојка, ћевојка — y значењу неудате жене, „па макар она била и старија од 50 година.“

### Момаштво и девојаштво
Називима „удавача”, „момчити ce” и „девојчити ce”, Вук је означио онај период y животу младића и девојака који претходи непосредно удаји или женидби, а описао је такође и обичаје (симболичка обележја) која га прате као: девојка која се удаје, „удадбеница“, „отишао y момаштво“, и сл .

### Предбрачно доба
Народне изреке о предбрачком добу живота девојака и младића, биле су у 19. веку: „ђевовање, моје царовање“, и „у бећара свакога шићара“, и сл.

## Брачни обичаји после Првог и Другог српског устанка

### Целибат
Према запажањима Вука Караџића о брачним обичајима; целибат или неженство y обновљеној Србији после Првог и Другог устанка и код Срба „у Војводству аустријскоме“, као и y Црној Гори, целибат, био је „по грчком закону“; док у Црној Гори и Србији он није био обавезан за свештенике, о чему говори овај цитат о поповима у Црној Гори:
„попови су сви морали да се жене и венчају пре рукополагања... с дјевојком коју му (родитељи)... изаберу још као дијете. Млада остаје као девојка код својијех родитеља, a младожењу владика запопи. И... кад тако учећи се одрасте, на уобичајен начин доведе кући младу...“
Целибат или неженство је био y Срба 19. века ретка појава, јер је патријархални породични живот условљавао склапање брака y млађим годинама, често и y малолетном добу девојака и младића. Такође су биле ретка појава y то време „усићелица, осијећелица, оседиличина” — неудате девојке, о чему Вук каже:
„То се врло ријетко догађа (и то само дјевојкама које имају особито каку ману на тијелу) и код проста народа држи се за велику несрећу“. За старог момка, неожењеног мушкарца и уопште човека без породице Вук је навео назив бећар и старац делија.
Појаву целибата y српском народу Вук је забележио углавном y народним предањима и мотивима народних песама, a посебно као део ритуала заветовања девојака на безбрачност ради извршења крвне освете y неким крајевима Црне Горе. Ове заветоване („тобе“) девојке y народу су опеване као „момак дјевојке“, и описане углавном као обичај када се „девојка подилбери“, и замени „руво дјевојачко“ момачким оделом и оружјем, како би могла да освети своје изгинуле мушке чланове породице или рода. О овим црногорским амазонкама Вук је навео доста примера на основу очуваних породичних усмених предања.
Односи девојака и младића y предбрачном периоду, према Вуковим описима, били су строго патријархални. Супружници се најчешће нису пре венчања никада ни видели, јер су о избору девојке и младића за удају и женидбу одлучивали углавном само родитељи и сродници. За девојку овај период живота y родитељском дому означавало је, уз припремање за домаће послове и послушност према мушкарцима и старијима y кући, још и вршење низа магијско-религиозних радњи и обреда, y циљу обезбеђења добре прилике за удају, материјалног благостања и здравог порода y браку.
Ипак, y народним песмама и y обичајима помиње се и девојке „грјешнице, копиљаче“, и њихов тежак положај y породици и друштву, y коме, према патријархалном васпитању, „срамоћење“ девојке пре венчања представља повод за крвну освету и најтежу телесну казну која се извршавала над преступницима.

### Доб у коме су супружници у 19. веку склапали брак
На основу компарације између традиционалних народних схватања и одредаба црквеног законодавства y овом погледу. Вук је закључио да:
„по грчком закону не смије се дјевојка удати испод 12, ни младић оженити испод 14 година. 
Ово се правило y Србији ријетко гријеши: шта више придају се још три године; али y Црној Гори вјенчавају се права дјеца. 
У Србији просе дјевојку кад је y очевој кући одрасла и зрела за удају; y Црној Гори често просе дјевојку док је још дијете... 

Понекад се родитељи споразумеју о заручивању своје дјеце још док су сасвим мала; y Србији то бива без икаквијех нарочитијех припремања, већ и као y шали, и онда се за дјевојку рекне да је „поклоњена“.
Постоје предања да су родитељи уговарали брак док су им жене биле трудне да ће се опријатељити, ако једна роди мушко, a друга женско.
Такође се различито водило рачуна и о разликама y годинама и старости супружника y појединим нашим крајевима:
„некада се дешава да за мушкарца од три године испросе дјевојку од десет година, и кад их послије неколико година сведу, невјеста је одавно зрела за удају, a младожења још није. Али се чешће догађа обратно, тј. да је момак за толико година старији од дјевојке.

## Српска власт у покушају промене брачних обичаја после Првог и Другог српског устанка
Након првих ослободилачких покрета с почетка 19 века, Карађорђе је први, током Првог српског устанка из 1804. посебним наредбама почео код Срба да се меша и сузбија неке од традиционалних обичаја y вези са склапањем брака. Тако је у Србији y време првог устанка Вук Караџић навео и описао пример „Марјана“ y Карађорђевој пратњи, као „девојке y мушким хаљинама“. Потом се и кнез Милош мешао y народно обичајно право око женидбе и удаје, развода брака и избора супружника, намећући своју вољу и издајући разне наредбе.
У покушају да унесу стране законе у младу српске кнежевине, њни владари су у 19. веку покушали су да уреде и брак и брачну заједницу, кроз одређене грађанскоправне прописе. Међу тим прописима били су прво они који су регулисали отмицу девојке и развод и статусна и брачна права супружника, наслеђивање женске деце, породичне задруге. Затим следе одредбе које забрањују старе обичаје, нпр. оне које су се односили на вештичарења итд.